# 파브리치오 카차토레
파브리치오 카차토레(이탈리아어: Fabrizio Cacciatore, 1986년 10월 8일, 이탈리아 토리노 ~ )는 이탈리아의 축구 선수이다.